# Ventajola
Ventajola és una entitat de població del municipi cerdà de Puigcerdà. El 2021 tenia 15 habitants.
L'església de Sant Tomàs de Ventajola és esmentada en un precepte del rei Lotari, de l'any 958. Pertanyia als dominis del monestir de Sant Miquel de Cuixà. En una butlla concedida a aquest monestir del Conflent pel papa Joan XIII, del 968, també es menciona la parròquia de Sant Tomàs, situada a Ventajola.

## Llocs d'interès
- Església romànica de Sant Tomàs de Ventajola.